# Bồ đề xanh
Bồ đề xanh hay lá dương đỏ Sa Pa (danh pháp khoa học: Alniphyllum eberhardtii) là một loài thực vật có hoa thuộc họ Styracaceae. Loài này có ở cực nam Trung Quốc (phía nam Quảng Tây và đông nam Vân Nam), Thái Lan, và Việt Nam.
Đây là một loài cây gỗ rụng lá cao tới 30 m. Lá đơn, mọc so le, dài 10–18 cm và rộng 5–8 cm, hình thuôn đến hình ngọn giáo, mép răng cưa.